# No Ceilings 3
No Ceilings 3 — двухдисковый микстейп американского рэпера Лила Уэйна, спродюсированый DJ Khaled. Сторона A была выпущена 27 ноября 2020 года. Он содержит гостевые участия Дрейка, Янг Тага, Gudda Gudda, Euro, Cory Gunz, HoodyBaby, Vice Versa, YD и Jay Jones.

## История
28 августа 2020 года Уэйн перевыпустил микстейп 2009 года No Ceilings на стриминговых сервисах. Он объявил о третьем продолжении микстейпа во время интервью на ESPN. 25 ноября DJ Khaled официально объявил о микстейпе с указанием даты выпуска и анонсом двух песен. В эксклюзивном пресс-релизе Лил Уэйн рассказал Complex: «Микстейпы казались умирающим искусством, и, поскольку я один из пионеров этого ремесла, и он сыграл такую большую роль в моей карьере, я чувствовал, что это право воскресить его. Кроме того, здесь много песен, которые я хотел выпустить». 1 декабря песня «BB King Freestyle» была коммерчески выпущена на стриминговых сервисах.

## Список композиций
| №                   | Название                                             | Продюсер / Оригинальная песня (исполнитель) | Длительность |
| ------------------- | ---------------------------------------------------- | ------------------------------------------- | ------------ |
| 1.                  | «V8»                                                 | «We Paid» (Lil Baby)                        | 2:36         |
| 2.                  | «B.B. King Freestyle» (при участии Дрейк)            | Hollywood Cole Boi-1da                      | 4:32         |
| 3.                  | «Lamar»                                              | «Takeover» (Jay-Z)                          | 2:49         |
| 4.                  | «For The Night»                                      | «For the Night» (Pop Smoke)                 | 2:19         |
| 5.                  | «Something Different»                                | «Laugh Now Cry Later» (Дрейк)               | 2:51         |
| 6.                  | «Life Is Good»                                       | «Life Is Good» (Фьючер)                     | 3:03         |
| 7.                  | «Peggy Bundy»                                        | «Said Sum» (Moneybagg Yo)                   | 3:12         |
| 8.                  | «Out West» (при участии Young Thug)                  | «Out West» (JackBoys, Трэвис Скотт)         | 3:54         |
| 9.                  | «Church» (при участии Euro, HoodyBaby & Gudda Gudda) | «Murder on My Mind» (YNW Melly)             | 4:38         |
| 10.                 | «Comme De Garcons»                                   | «Dior» (Pop Smoke)                          | 2:39         |
| 11.                 | «Deep End»                                           | The Pushers                                 | 3:01         |
| 12.                 | «Drag ’Em» (при участии Gudda Gudda)                 | «Mood» (24kGoldn)                           | 2:19         |
| 13.                 | «Drive-Bys» (при участии Vice Versa)                 | «Shake The Room» (Pop Smoke)                | 2:12         |
| 14.                 | «FL4M3$» (при участии Lil Tune)                      | «24» (Money Man)                            | 3:37         |
| 15.                 | «3 Headed Goat» (при участии YD и Cory Gunz)         | «3 Headed Goat» (Lil Durk)                  | 3:17         |
| 16.                 | «Hollywood» (при участии Young Carter)               | «When You Down» (Lil Tecca)                 | 2:59         |
| 17.                 | «Kam» (при участии Young Kam Karter)                 | «Sicko Mode» (Трэвис Скотт)                 | 2:30         |
| 18.                 | «Kamilla» (при участии Jay Jones)                    | «Baby» (Quality Control, Lil Baby, DaBaby)  | 2:48         |
| 19.                 | «2Diamonds»                                          | «Bad Bad Bad» (Янг Тага)                    | 2:50         |
| 20.                 | «Afro»                                               | «No Dribble» (DaBaby)                       | 3:02         |
| Общая длительность: | Общая длительность:                                  | Общая длительность:                         | 61:39        |

| №                   | Название                               | Продюсер / Оригинальная песня (исполнитель)            | Длительность |
| ------------------- | -------------------------------------- | ------------------------------------------------------ | ------------ |
| 1.                  | «Tyler Herro» (при участии Big Sean)   | «Tyler Herro» (Джек Харлоу)                            | 4:08         |
| 2.                  | «Layaway»                              | «Mixed Personalities» (YNW Melly)                      | 3:17         |
| 3.                  | «Low Down»                             | «Low Down» (Lil Baby)                                  | 2:31         |
| 4.                  | «Throat Baby» (featuring Rich The Kid) | «Throat Baby» (BRS Kash)                               | 2:17         |
| 5.                  | «Beauty And The Beat»                  | «Rambo» (Bryson Tiller)                                | 2:37         |
| 6.                  | «Peanut Butter»                        | «Kacey Talk» (YoungBoy Never Broke Again)              | 2:54         |
| 7.                  | «Pop Off»                              | «Down Bad» (Dreamville, J. Cole, JID, Bas и EarthGang) | 2:53         |
| 8.                  | «Ring Ring» (при участии Euro)         | «Dollaz on My Head» (Gunna)                            | 3:21         |
| 9.                  | «Baggin»                               | «Baggin’» (Marshmello и 42 Dugg)                       | 2:14         |
| 10.                 | «Burner»                               | «Trillionaire» (Фьючер)                                | 3:04         |
| 11.                 | «Sum 2 Prove»                          | «Sum 2 Prove» (Lil Baby)                               | 2:44         |
| 12.                 | «These Hoes»                           | «Monster» (Фьючер)                                     | 2:41         |
| 13.                 | «My Room» (при участии Lil Twist)      | «Lost Without U» (Robin Thicke)                        | 3:54         |
| 14.                 | «Hit Different» (при участии 2 Chainz) | «Hit Different» (SZA)                                  | 2:43         |
| Общая длительность: | Общая длительность:                    | Общая длительность:                                    | 41:26        |